# Sylvisorex howelli
Sylvisorex howelli is een spitsmuis uit het geslacht Sylvisorex.

## Soortenbeschrijving
Er bestaan vijf gescheiden populaties. Deze soort omvat twee ondersoorten, Sylvisorex howelli howelli Jenkins, 1984 en Sylvisorex howelli usambarensis Hutterer, 1986. De ondersoorten verschillen sterk van elkaar en vertegenwoordigen misschien aparte soorten, maar volgens Rainer Hutterer moet de variatie tussen de vijf populaties eerst worden bestudeerd voor er taxonomische conclusies worden getrokken.

## Kenmerken
De ondersoort usambarensis, die slechts van een enkel exemplaar uit het Usambaragebergte bekend is, is iets kleiner en heeft een lagere schedel. De ondersoort howelli heeft een bijna zwarte vacht. De vacht van het enige exemplaar van usambarensis is donkerbruin, maar het exemplaar is lange tijd in alcohol opgeslagen en daardoor waarschijnlijk gebleekt. Bij usambarensis zijn de haren op de rug 3,5 mm lang en op de buik 2 mm, bij howelli respectievelijk 5 en 4 mm. De staart van usambarensis is lang en voor 45% van zijn lengte bedekt met langere haren. De kop-romplengte bedraagt 45 tot 55 mm voor howelli en 56 mm voor usambarensis, de staartlengte 40 tot 48 en 38,5 mm, de achtervoetlengte 10,6 tot 11,3 en 10,0 mm, de oorlengte 6,5 tot 8,4 en 7 mm en de schedellengte 16,4 tot 17,3 en 16,1 mm.

## Verspreiding
Deze soort komt voor in de Eastern Arc Mountains van Tanzania, om precies te zijn in de Usambara-, Nguru- en Ulugurugebergten.